# Хлорат свинца(II)
Хлорат свинца(II) — неорганическое соединение,
соль свинца и хлорноватой кислоты
с формулой Pb(ClO3)2,
растворяется в воде,
образует кристаллогидрат.Как и многие другие соединения свинца, весьма токсичен, канцерогенен.

## Получение
- действие хлорноватой кислоты на оксид свинца(II):

{\displaystyle {\mathsf {PbO+2HClO_{3}\ {\xrightarrow {}}\ Pb(ClO_{3})_{2}+H_{2}O}}}

## Физические свойства
Хлорат свинца(II) образует кристаллы.
Хорошо растворяется в воде и этаноле.
Образует кристаллогидрат состава Pb(ClO3)2•H2O - кристаллы
моноклинной сингонии, пространственная группа I 2/c, параметры ячейки a = 0,8755 нм, b = 0,7697 нм, c = 0,9130 нм, β = 93,45°, Z = 4,
структура типа хлората бария.

## Химические свойства
- Разлагается при нагревании:

{\displaystyle {\mathsf {Pb(ClO_{3})_{2}\ {\xrightarrow {230^{o}C}}\ PbCl_{2}+3O_{2}}}}